# John Lloyd Wright
Pour les articles homonymes, voir John Wright, Wright, John Lloyd et Lloyd.
John Lloyd Wright (né le 12 décembre 1892 à Oak Park, dans l’Illinois – mort le 20 décembre 1972 à Del Mar, en Californie) est un architecte et inventeur américain. Il était le fils de Frank Lloyd Wright et de Catherine Lee « Kitty » Tobin, la première épouse de celui-ci. Son frère aîné, Lloyd Wright, était également architecte. Il est l’inventeur des Lincoln Logs, un jeu de construction pour les enfants.

## À noter
John Lloyd Wright est l’inventeur des Lincoln Logs, un jeu de construction pour les enfants.

## Galerie photographique

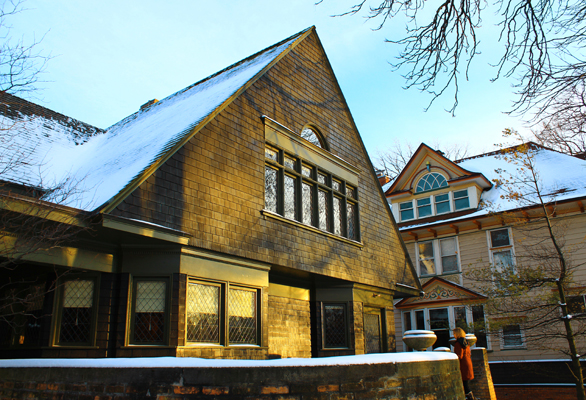
John Lloyd Wright est né à la maison et studio Frank Lloyd Wright